# Fabrizio De André (Platinum Deluxe)
Fabrizio De André (Platinum Deluxe) è un album del 2004 che raccoglie alcuni dei più grandi successi Fabrizio De André.

## Tracce
- La canzone di Marinella (3’11”)
- La ballata dell’eroe (2’40”)
- Il fannullone (3’37”)
- Amore che vieni amore che vai (2’40”)
- La guerra di Piero (3’25”)
- Valzer per un amore (3’40”)
- E fu la notte (2’03”)
- Il testamento (4’06”)
- La ballata del Miché (2’44”)
- Fila la lana (2’22”)
- La canzone dell’amore perduto (3’40”)
- La città vecchia (3’21”)
- Per i tuoi larghi occhi (2’33”)
- La ballata dell’amore cieco (o della vanità) (2’50”)
- Nuvole barocche (2’26”)
- Carlo Martello ritorna dalla battaglia di Poitiers (5’19”)